# Giorgio Furlan
Pour les articles homonymes, voir Furlan.
Giorgio Furlan (né le 9 mars 1966 à Trévise, en Vénétie) est un coureur cycliste italien. Professionnel de 1989 à 1998, il a notamment remporté Milan-San Remo en 1994, la Flèche wallonne et le Tour de Suisse en 1992.

## Biographie
Champion d'Italie en 1990, Furlan court de 1991 à 1993 sous la houlette de Giancarlo Ferretti chez Ariostea, une des équipes les plus fortes de l'époque. Furlan a toujours considéré Ferretti comme son mentor.   En 1992, il s'adjuge la Flèche wallonne en solitaire (9 secondes d'avance sur le second) alors qu'au départ, il était censé être équipier du favori  Moreno Argentin (finalement neuvième).  La même année, il récidive dans une course à étapes, le Tour de Suisse (devant Gianni Bugno et Greg LeMond). 
Fin 1993, Ariostea disparaît. Georgio Furlan rejoint la formation Gewiss-Ballan, équipe italienne dominatrice des années 1990, avec l'aide du docteur Michele Ferrari. Il y retrouve Moreno Argentin, son aîné qu'il a toujours pris pour modèle.  
En 1994, Georgio Furlan  remporte au printemps trois épreuves majeures coup sur coup :  Tirreno-Adriatico, Milan-San Remo et le Critérium international. À Tirreno-Adriatico, il porte le maillot de leader sept jours sur huit (à partir de la deuxième étape).  
Trois jours plus tard, lors de  Milan-San Remo, il s'impose en solitaire avec vingt secondes d'avance. Il a fait la décision sur une accélération juste avant le sommet du Poggio, juge de paix traditionnel de la course.  Puis toujours dans la foulée, il s'impose en France au Criterium International dans la région d'Avignon  (course itinérante  en trois étapes,  alors très relevée). Il prend le maillot de leader lors de la deuxième étape avec arrivée au sommet.    
La même année, Giorgio Furlan  se classe aussi  deuxième de la Flèche Wallonne, avec un podium cent pour cent Gewiss Ballan, aux côtés de Moreno Argentin et de Evgueni Berzin, course symbolique de la puissance de cette équipe. Sa période mars-avril 1994 marqua l'apogée de sa carrière.  
Il arrête sa carrière en 1999 à 33 ans à cause d'une thrombose à une jambe.

## Palmarès

### Palmarès amateur
- 1986
  - Giro del Medio Brenta
  - Trofeo Gianfranco Bianchin
  - 3e du Gran Premio Vini Doc Valdadige

- 1987
  - Grand Prix de Poggiana

- 1988
  - Milan-Rapallo
  - 1re et 4e étapes du Tour de la Vallée d'Aoste
  - Trofeo Caduti di Soprazocco

### Palmarès professionnel
| - 1989 - 3e du Tour des Apennins - 3e du championnat d'Italie sur route - 1990 - Champion d'Italie sur route (Grand Prix de la ville de Camaiore) - 1991 - Coppa Bernocchi - 2e du Trophée Pantalica - 3e du Tour de Toscane - 7e du Tour de Suisse - 1992 - 3e étape de Paris-Nice (contre-la-montre par équipes) - 2e étape du Critérium International - Flèche wallonne - Tour de Toscane - 13e étape du Tour d'Italie - Tour de Suisse : - Classement général - 2e étape - 2e du Tour de la province de Reggio de Calabre - 2e de la Coppa Agostoni - 3e du Critérium International - 8e de Liège-Bastogne-Liège - 1993 - 9e étape du Tour d'Italie - 2e étape du Tour de Suisse - 2e du Tour de Vénétie - 2e du Tour du Latium - 2e de la Coppa Placci - 2e de la Coppa Sabatini - 2e du Tour de Lombardie - 3e du Tour de Romagne - 4e du Tour de Romandie - 6e de Milan-San Remo - 6e de la Coupe du monde - 7e de Liège-Bastogne-Liège - 9e de l'Amstel Gold Race | - 1994 - 2e étape de la Semaine cycliste internationale - Trophée Pantalica - Tirreno-Adriatico : - Classement général - 2e, 6e et 7e étapes - Milan-San Remo - Critérium International : - Classement général - 2e étape - 1re étape du Tour de Romandie - 2e de la Flèche wallonne - 2e de la Coppa Agostoni - 3e de Liège-Bastogne-Liège - 3e de la Coppa Placci - 5e de la Coupe du monde - 8e du Grand Prix de Zurich - 1995 - 2e étape du Tour de Suisse - 5e étape du Tour de Galice - 3e du Grand Prix de Zurich - 4e du Tour de Suisse - 1997 - 2e du Critérium des Abruzzes |  |

## Résultats sur les grands tours

### Tour de France
2 participations
- 1994 : 58e
- 1997 : 74e

### Tour d'Italie
8 participations
- 1990 : 126e
- 1991 : 60e
- 1992 : 19e, vainqueur de la 13e étape
- 1993 : 12e, vainqueur de la 9e étape
- 1994 : non-partant (12e étape)
- 1995 : 34e
- 1996 : abandon (21e étape)
- 1998 : 62e

### Tour d'Espagne
3 participations
- 1996 : abandon (7e étape)
- 1996 : 43e
- 1997 : 78e